# Dubbelspel (1988)
Dubbelspel (engelska: Masquerade) är en amerikansk långfilm från 1988 i regi av Bob Swaim, med Rob Lowe, Meg Tilly, Kim Cattrall och Doug Savant i rollerna.

## Rollista
- Rob Lowe – Tim Whalen
- Meg Tilly – Olivia Lawrence
- Kim Cattrall – Brooke Morrison
- Doug Savant – Mike McGill
- John Glover – Tony Gateworth
- Dana Delany – Anne Briscoe
- Erik Holland – Chief of Police
- Brian Davies – Granger Morrison
- Barton Heyman – Tommy McGill